# José Dávila Condemarín
José María Dávila Condemarín (Trujillo, 1799 – Lima, 1882), escritor, político y diplomático peruano. Fue Ministro de Relaciones Exteriores o Canciller del Perú en varios periodos, y Ministro de Gobierno del Perú, además de rector de la Universidad de San Marcos.

## Biografía
Establecido en Lima, cursó estudios en el Seminario de Santo Toribio y los continuó en la Universidad de San Marcos, pero los interrumpió cuando llegó a Pisco la Expedición Libertadora, presentándose allí para ofrecer sus servicios, siendo adscrito a la secretaría de San Martín (1820). Siguiendo a la Expedición, se trasladó a Huaura, participó en la marcha hacia Lima y suscribió el Acta de Declaración de Independencia del Perú (1821). Concurrió a la batalla de Junín como Oficial Mayor del Ministerio de Gobierno y es nombrado Oficial Mayor del Ministerio de Relaciones Exteriores (1843). Durante el gobierno de Ramón Castilla se le otorga el cargo de Ministro de Gobierno, Instrucción Pública y Beneficencia (1847), es elegido decano del Colegio de Abogados de Lima y, posteriormente asume la Administración General de Correos (1849). Elegido rector de la Universidad de San Marcos (1854). 
A partir de 1858 se establece en Turín como encargado de negocios y Ministro Plenipotenciario ante el Reino de Cerdeña. 
Coleccionista de antigüedades, organizó en su casa un museo y franqueó al público su visita.

## Obras
- Bosquejo histórico de la fundación, progreso y actual estado de la Universidad Mayor de San Marcos (1854).
- Narración de la fiesta con que el monasterio de Monjas Concebidas de Lima solemnizó la definición dogmática de la Inmaculada Concepción (Turín, 1858).
- Cenni storici, geografici e statistici dei Perú (Turín, 1860).
- La semana santa en Roma (1869).